# Захаро
Заха̀ро (на гръцки: Ζαχάρω) е паланка в Република Гърция, център на едноименния дем Захаро в област Западна Гърция. Захаро има население от 5407 души.

## Личности
Родени в Захаро
- Леонидас Панагопулос (р. 1987), гръцки футболист